# Joop Korebrits

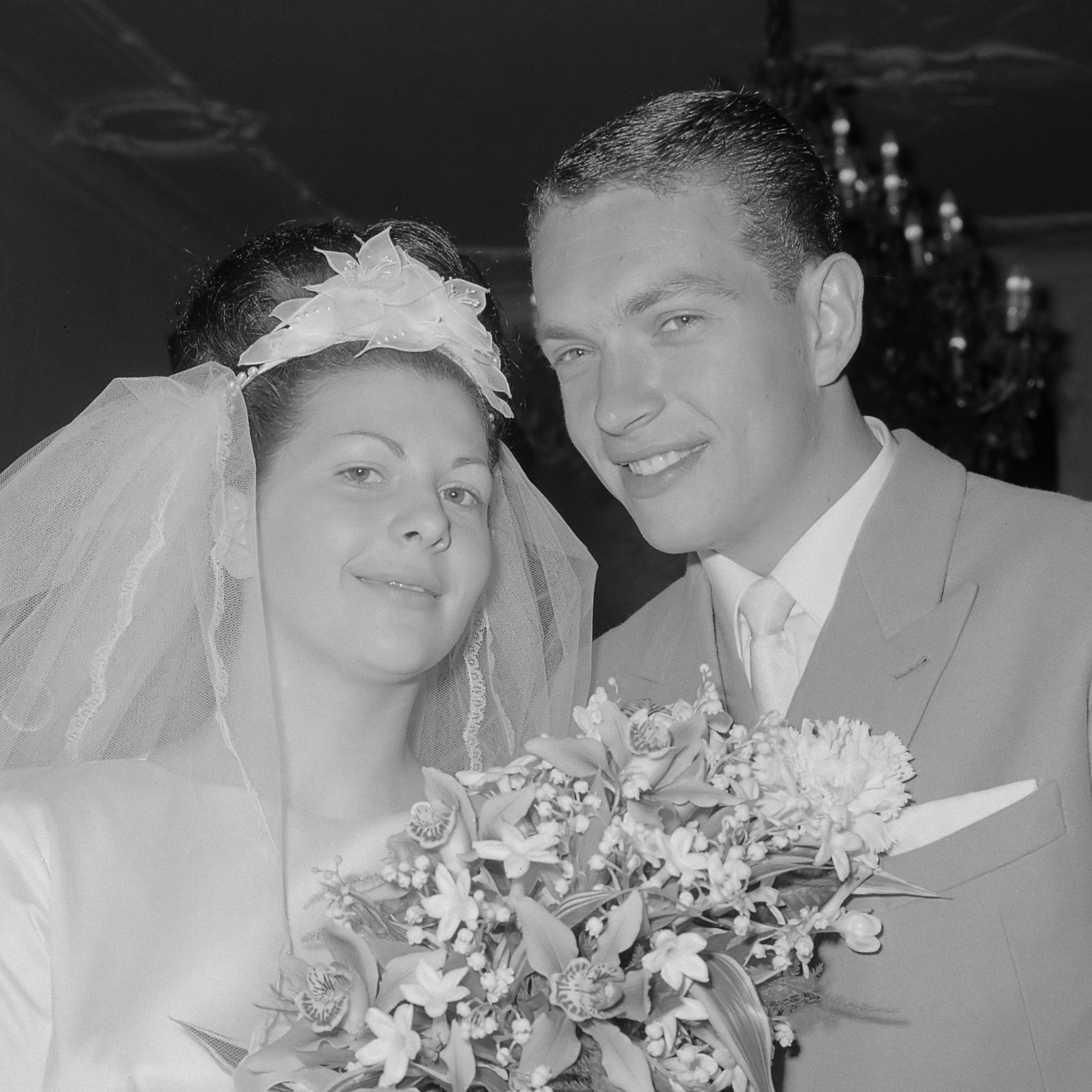
1965, Joop Korebrits treedt in het huwelijk. Prins Bernhard, die een bezoek aan Breda bracht, feliciteerde het paar persoonlijk.

Joop Korebrits (Breda, 24 april 1943 - Bergen op Zoom, 26 december 2011) was een Nederlands oud-voetballer. Hij was van 1961 tot 1968 doelverdediger in het eerste elftal van NAC Breda.
Korebrits begon in 1956 op 13-jarige leeftijd zijn loopbaan bij NAC als keeper bij de jeugd. Op 15 oktober 1961 maakte hij zijn debuut in het eerste elftal. Zijn laatste wedstrijd in het eerste keepte hij op 5 mei 1968. Na zijn loopbaan als keeper bleef Korebrits in meerdere functies actief voor NAC: als keeperstrainer, als trainer/coach bij de regionale en landelijke jeugd, hij ondersteunde de medische staf, was scout, hij was hoofd Jeugdopleidingen en de laatste jaren was Korebrits hoofd Algemene Zaken bij de jeugd. In deze laatste hoedanigheid zorgde hij voor een goede samenwerking met de amateurclubs uit Breda en omstreken. Korebrits heeft er mede voor gezorgd dat de Jeugdafdeling van NAC een van de best gekwalificeerde opleidingen van Nederland werd, reden voor de K.N.V.B. om NAC Opleidingen vier sterren toe te kennen.
In 2006 was Joop Korebrits 50 jaar lid van NAC. Voor de voetbalvereniging was dit jubileum aanleiding om hem op zijn verjaardag de NAC Award uit te reiken, een onderscheiding die wordt toegekend aan een persoon of organisatie die zich voor de club uitermate verdienstelijk heeft gemaakt. 
Korebrits stierf op 68-jarige leeftijd aan de gevolgen van een slopende ziekte. Een van de vier torens van het Rat Verlegh Stadion is nu naar hem vernoemd.